# Юстс Сірмайс
Юстс Сірмайс (латис. Justs Sirmais; нар. 6 лютого 1995, Кекава, Латвія), відоміший як просто Юстс (латис. Justs)  — латвійський співак і телеведучий. Він представляв Латвію на пісенному конкурсі Євробачення 2016 з піснею «Heartbeat».

## Життя і кар'єра

### Раннє життя
Джастс народився 6 лютого 1995 року в Кекаві. Навчався в Ризькій державній гімназії №1. Свій музичний шлях він почав як вуличний музикант у Ризі.

### 2015–тепер: пісенний конкурс Євробачення 2016
31 січня 2016 року Джастс був оголошений одним із 20 учасників у другому сезоні Supernova, шоу, яке використовувалося для вибору представника Латвії на пісенному конкурсі Євробачення. Він змагався з піснею «Heartbeat», написаною латвійською абітурієнткою 2015 року Амінатою Савадого. У першому заїзді 7 лютого Сірмайс пройшов до півфіналу, вигравши понад 40% телеголосування. Він брав участь у півфіналі 21 лютого і пройшов до фіналу через телеголосування. 28 лютого він виграв національний фінал, а потім представляв Латвію на пісенному конкурсі Євробачення 2016 у Стокгольмі, Швеція. Він пройшов до півфіналу та посів 15 місце у фіналі. Джастс заслужив шосте найкраще місце в історії своєї країни. 17 травня 2016 року він випустив EP To Be Heard. 23 травня 2016 року він випустив сингл "Ko Tu Dari?" (Англійською: «Що ти робиш»).
У січні 2018 року було оголошено, що він буде співведучим Supernova 2018.[10] У квітні 2018 року Джастс випустив свій дебютний студійний альбом Here I Am.
У вересні 2018 року Сірмайс оголосив в Instagram, що вивчатиме музичне виробництво в університеті в Брістолі, Велика Британія.
У листопаді 2020 року Сірмайс брав участь у першому сезоні Balss Maskā як милий «Горобець» і посів 3 місце.
Він знову потрапив у Supernova у 2023 році, щоб спробувати представити Латвію з піснею «Stranger», але вибув у півфіналі.

## Дискографія

### Сингли
- «Heartbeat» (2016)